# Praha hlavní nádraží

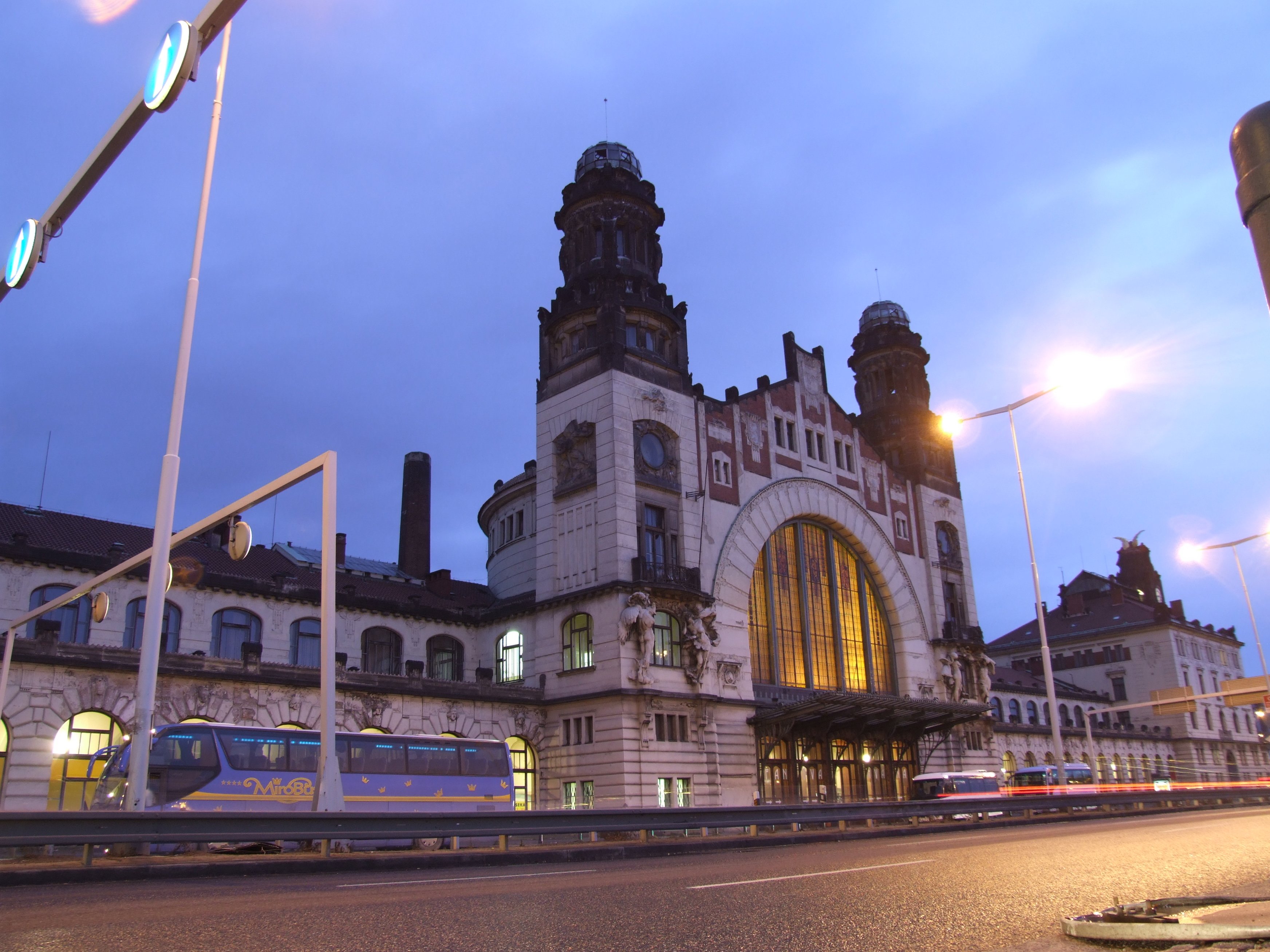
Voorgevel van het station

Praha hlavní nádraží (Nederlands: Praag hoofdstation, vaak afgekort tot Praha hl.n.), vaak ook Centraal Station Praag of Praag Centraal Station genoemd, is het grootste en belangrijkste spoorwegstation van de Tsjechische hoofdstad Praag. Het station, gelegen aan de wijk Vinohrady, is een internationaal knooppunt voor treinen uit onder andere Duitsland, Oostenrijk, Polen, Slowakije en Hongarije. Daarnaast zijn er verbindingen naar alle grote steden in Tsjechië en is het metrostation Hlavní nádraží onderdeel van het station.

## Geschiedenis
Het station werd in het jaar 1871 geopend aan de lijn van Wenen via České Budějovice naar het noorden. Deze lijn heette de Frans Jozefspoorweg en zodoende werd het station het Frans Jozefstation (nádraží Františka Josefa) genoemd. Tussen 1901 en 1909 werd het station omgebouwd tot een jugendstilgebouw naar ontwerp van de architect Josef Fanta. Na de Eerste Wereldoorlog werd het belangrijkste station van Praag vernoemd naar de Amerikaanse president Woodrow Wilson tot Wilsonovo nádraži. Tijdens de Tweede Wereldoorlog had en vanaf 1948 heeft het station de huidige naam. Tijdens een grote verbouwing in de jaren 70 van de vorige eeuw is het metrostation aan het Praagse hoofdstation toegevoegd. Op 14 april 2011 werd het station, na een jarenlange en 40 miljoen euro kostende renovatie, officieel heropend door de Tsjechische president Václav Klaus en zijn Italiaanse ambtgenoot Giorgio Napolitano.

## Verbindingen
Zowel internationaal als nationaal treinverkeer vertrekt in alle richtingen vanaf Praha hlavní nádraží. Zo is er tussen Praag en München de Beieren-Bohemen RegioExpress en is er een sneltreinverbinding met Parijs via Stuttgart. EuroCity-verbindingen zijn er met Berlijn en Dresden. Tot circa 2014 is er een verbinding geweest per CityNightLine met Amsterdam. Tegenwoordig is Praag wederom met Amsterdam verbonden door middel van de Eurocity sleeper nighttrain. En vanaf 26 maart 2024 gaat de European Sleeper van Brussel. 
De volgende spoorlijnen lopen vanaf/naar station Praha hlavní nádraží:
- lijn 011: Praag - Kolín (verder naar Pardubice, Brno en Olomouc)
- lijn 070: Praag - Turnov
- lijn 120: Praag - Kladno - Žatec - Chomutov
- lijn 122: Praag - Rudná (u Prahy)
- lijn 171: Praag - Beroun (verder naar Pilsen)
- lijn 210: Praag - Vrané nad Vltavou - Čerčany / Dobříš
- lijn 221: Praag - Benešov
- lijn 231: Praag - Lysá nad Labem - Kolín

## Trivia
- Dit station is terug te vinden in het spel Trainz 2009.

Praha hlavní nádraží ↔ Praha-Smíchov ↔ Praha-Žvahov ↔ Praha-Jinonice ↔ Praha-Cibulka ↔ Praha-Stodůlky ↔ Praha-Zličín ↔ Hostivice ↔ Hostivice-Litovice ↔ Rudná u Prahy
Praha hlavní nádraží ↔ Praha-Smíchov ↔ Praha-Velká Chuchle ↔ Praha-Radotín ↔ Černošice ↔ Černošice-Mokropsy ↔ Všenory ↔ Dobřichovice ↔ Řevnice ↔ Zadní Třebaň ↔ Karlštejn ↔ Srbsko ↔ Beroun